# Персијски тар
Персијски тар (Персијски: تار‎‎) је традиционални персијски жичани инструмент налик на гитару. Њен звук може се наћи у народним песмама држава са подручја Кавказа попут Ирана, Јерменије, Грузије и Азербејџана.
Ирански и азербејџански тар унеколико се разликују. Азербејџанска вештина израде и свирања на тару уврштена је 2012. године на Унескову листу нематеријалног културног наслеђа човечанства

## Историјат и облик инструмента
У преводу са Персијског реч тар значи жица. Данашњи облик инструмента, јавља се у 19. веку у Персији, данашњем Ирану али тачно порекло региона порекла тешко је утврдити. Може се видети на неким старим сликама или минијатурама. Свирају га и мушкарци и жене.
Наликује на модерну класичну гитару јер има доњи део тела (корпуса или резонатора) у облику осмице али знатно мање величине. Најчешће се прави се од дрвета дуда са танком преслаком јагњеће коже на врху. Има дугачак врат са 22 до 28 прагова али за разлику од класичне гитаре размак између два прага није једнако одвојен што омогућава свирање нижих тонова од полустепена који нису типични за музику западних земаља. 
Свира се окидањем жице десне руке уз помоћ трзалице и притискањем прагова леве. Има шест жица које нису равномерно одвојене већ су на инструменту груписане по три групе од две жице. На врху врата налази се шест дрвених чивија уз којих је могуће подесивати затегнутост жица инструмента. Обично се свира у седећем положају.
По неким изворима Тар имао пет жица али захваљујући Дарвиш Кан-у мајстору тара, који је додао додатну жицу на место данашње пете, модерни тар их сад има шест.
Ирански музички репертоар под називом радиф који је део нематеријалне баштине Ирана заштићене Унеском често се свира уз пратњу тара али и других традиционалних инструмената као што је сетар, сантур, каманче и неј.

## Азербејџански тар
Ирански тар не треба мешати са Азербејџанским истог имена који има 11 жица. Проистекао је из персијског тара крајем 19. века од стране, облик му се мало разликује и по обиму је мањи. И положај свирање се разликује па га Азербејџански музичари свирају више на грудима придржавајући га надлактицом десне руке. Израда и уметност свирања Азербејџанског тара постао је 2012. године део Унескове Нематеријарне светске баштине. Налази се на новчаници од једног азербејџанског маната издатог 2006. године.